# Nova Direita
Nova Direita (ND) (Nueva Derecha en español) es un partido político portugués fundado en abril de 2022y cuyo registro fue confirmado por el Tribunal Constitucional el 9 de enero de 2024.
El partido se describe a sí mismo como conservador y pretende sustituir al tradicional CDS-PP en la política nacional después de que este último abandonara el Parlamento tras las elecciones generales de 2022.

## Historia
Tras abandonar el partido "Aliança", por el que se presentó como candidata por la circunscripción europea en las elecciones parlamentarias de 2022 y del que fue vicepresidenta, Ossanda Liber participó en la creación de un nuevo partido en el país en abril de 2022, la Nova Direita, cuyas firmas se presentaron ante el Tribunal Constitucional en marzo de 2023, pero que fue rechazado por el Tribunal Constitucional por falta del número mínimo de 7.500 firmas. La segunda vez, en diciembre de 2023, el Tribunal Constitucional rechazó la solicitud de registro como partido político del movimiento Nueva Derecha por considerar que sus estatutos no cumplían los requisitos legales.